# Sander Dickkopp
| Wasserturm Lohbrügge „Sander Dickkopp“ | Wasserturm Lohbrügge „Sander Dickkopp“ |
| Wasserturm                             | Wasserturm                             |
| Daten                                  | Daten                                  |
| -------------------------------------- | -------------------------------------- |
| Baujahr:                               | 1907                                   |
| Entwurf:                               | P. Strecker                            |
| Turmhöhe:                              | 31 m                                   |
| Nutzhöhe:                              | 25 m                                   |
| Behälterart:                           | Intze 1 mit Innenzylinder              |
| Behältervolumen:                       | 350 m³                                 |
| Ursprüngliche Nutzung:                 | Wasserversorgung von Lohbrügge         |
| Stilllegung:                           | 1972                                   |
| Heutige Nutzung:                       | Eventlocation und Büroräume            |
| Denkmalschutz:                         | Kulturdenkmal seit 1996                |
| Eingangsbereich und untere Stockwerke  |                                        |

Der Sander Dickkopp ist ein Wasserturm in Hamburg-Lohbrügge am Richard-Linde-Weg 21f und wird heute als Eventlocation für Hochzeiten, Geburtstage, Konzerte und Firmenfeiern genutzt. Auch bekannt als Wasserturm Lohbrügge. Sein plattdeutscher Name leitet sich zum einen von seiner Form ab (Dickkopp = Dickkopf) und zum anderen von seinem Standort in dem Waldgebiet Sander Tannen. Von der auf dem Dach gelegenen Aussichtsplattform kann man bei klarer Sicht bis nach Hamburg und weit in die Vier- und Marschlande schauen.

## Bauwerk
Der Turm wurde 1907 im historistischen Baustil errichtet. Der Architekt P. Strecker orientierte sich an der mittelalterlichen Backsteingotik, der Zinnenkranz sollte dem Bauwerk den Charakter eines Burgturms verleihen.
Der mit Backsteinen gemauerte, im Grundriss kreisförmige Schaft verjüngt sich deutlich nach oben. Eine Freitreppe führt zum Eingang im erhöhten Erdgeschoss. Die drei darüber liegenden Stockwerke sind durch ein profiliertes Gesims mit rechteckigen Blendnischen vom Erdgeschoss abgesetzt. Ein weiteres, ähnliches Gesims befindet sich unterhalb des Turmkopfs. Der Schaft weist in jedem Stockwerk eine umlaufende Reihe von Fenstern auf. Die übereinander liegenden Fenster des ersten und zweiten Obergeschosses sind durch stockwerkübergreifende Mauernischen und Zierelemente optisch miteinander verbunden. Die Fenster des dritten Obergeschosses sind kleiner und einfacher gestaltet. Die großen Fenster der unteren drei Stockwerke deuten darauf hin, dass das Bauwerk von Anfang an nicht nur als Wasserturm diente. Schon 1908 wurde eine Gastwirtschaft im Erdgeschoss eingerichtet, darüber befanden sich Wohnräume.
Der zylindrische Turmkopf kragt weit vor. Er ist durch große, weiß gestrichene Putzflächen bestimmt, die von Lisenen und Bogenelementen aus Backstein gegliedert werden. Ein Zinnenkranz schließt den Turm nach oben ab und dient zugleich als Brüstung für die Aussichtsplattform.
Im Kopf befindet sich der genietete Stahlbehälter der Bauart Intze 1. Er fasst 350 m³ Wasser und wird von einem Innenzylinder durchbrochen (siehe Abbildung rechts). Durch den Zylinder führt eine Wendeltreppe zur Aussichtsplattform.
→ Näheres zu den Behälterformen im Hauptartikel Wasserturm

## Heutige Nutzung
Seit 2024 wird der Wasserturm unter dem Namen „Sander Dickkopp“ als Eventlocation betrieben. Die Räumlichkeiten stehen für private und geschäftliche Veranstaltungen zur Verfügung, darunter Hochzeiten, Geburtstagsfeiern, Konzerte, Weihnachtsfeiern und Firmenveranstaltungen. Neben einem historischen Ambiente bietet der Turm eine moderne Ausstattung mit Bar, Tanzfläche und einem großzügigen Außenbereich für bis zu 500 Personen.

## Geschichte

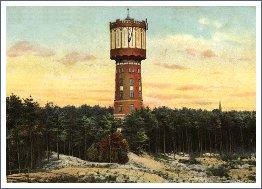
Zustand kurz nach Fertigstellung 1907

Bis Ende des 19. Jahrhunderts wurde das Wasser im Raum des heutigen Lohbrügge meist aus dezentralen Schachtbrunnen (Ziehbrunnen) gewonnen, die nur wenige Meter tief waren. In dieser geringen Tiefe war das Grundwasser oft durch landwirtschaftliche Fäkalien und häusliche Abwässer verseucht, so dass um 1900 über eine zentrale Versorgung nachgedacht wurde. 1903 ließ die Gemeinde Probebohrungen in den Sander Tannen durchführen. Nach erfolgreicher Bohrung eines ergiebigen Tiefbrunnens sollte das Wasserwerk entstehen. Es kam aber zu Verzögerungen, weil das Gelände noch nicht in Gemeindebesitz war. Hinzu kamen Streitigkeiten mit der ausführenden Baufirma, die erst 1908 schiedsgerichtlich beigelegt wurden. Das Wasserwerk besaß zunächst zwei 100 m tiefe Brunnen, aus denen das Wasser ungefiltert in den 1907 errichteten Wasserturm gepumpt wurde. Dieser ermöglichte die Versorgung auch der höher gelegenen Stadtteile. Zwei weitere Brunnen kamen später hinzu.
Nach der Eingemeindung Lohbrügges nach Hamburg im Jahr 1937 ging die Anlage an die Hamburger Wasserwerke. Es folgte der Einbau von Filteranlagen und elektrisch betriebener Pumpen.
Nach dem Zweiten Weltkrieg wurden die Bäume auf den Sander Dünen, also die Sander Tannen, von der englischen Besatzungsmacht nahezu vollständig abgeholzt, so dass eine kilometerlange und hunderte Meter breite Düne im Dreieck der heutigen Lohbrügger Kirchstraße und Riehlstraße im Süden, der Lohbrügger Landstraße im Osten und der Bundesstraße 5 entstand. Mittendrin stand der Lohbrügger Wasserturm, der Sander Dickkopp, als weithin sichtbares Wahrzeichen. Zu Beginn der 1950er-Jahre wurde das Gebiet wieder aufgeforstet und die Bäume wuchsen bald so hoch, dass der Wasserturm nicht mehr zu sehen war; er verlor deswegen auch ein wenig von seiner Attraktivität als Aussichtsturm. Inzwischen wurden die Bäume aber wieder eingekürzt.
1991 wurde ein neues Wasserwerk in Lohbrügge errichtet. Es liefert aus fünf 68 bis 125 Meter tief gelegenen Brunnen täglich 5,5 Millionen Liter Trinkwasser mittleren Härtegrades in den Stadtteil. Die Brunnen liegen in den unteren Braunkohlesanden.

## Umnutzung des Turms
Die Funktion des Wasserturms endete 1972. Moderne Pumpen zur Aufrechterhaltung eines konstanten Drucks hatten ihn überflüssig gemacht. Die Hamburger Wasserwerke verkauften das Gebäude an die Stadt Hamburg, die es in den Folgejahren an wechselnde Interessenten verpachtete.
1985 nahm sich der Verein „Initiative zur Erhaltung historischer Bauten e.V.“ und die „Kulturgenossenschaft Wasserturm“ des Turmes an, beseitigte die größten Schäden und führte Renovierungen durch, so dass wieder eine Gaststätte eingerichtet werden konnte und Ausstellungen im Turm stattfanden.
Die Arbeiten erwiesen sich jedoch als unzureichend. 1994 kaufte eine Privatperson den Turm zum symbolischen Preis von 1 DM mit der Verpflichtung, 1,1 Millionen DM für die Sanierung bereitzustellen. Mitte der 1990er Jahre hat man ein Holzgerüst um den Kopf herum angebracht, das Passanten vor herabstürzenden Mauerteilen schützen soll. Der Turmkopf wurde bis 1998 einschließlich seiner Stahlkonstruktion erneuert. Auch in den unteren Stockwerken erfolgten Sanierungsarbeiten. Die Räume der Gastwirtschaft wurden renoviert. Die oberen Geschosse des Turms wurden zu Wohnraum ausgebaut. Angesichts des nach wie vor maroden Zustands vieler Bereiche gibt es allerdings in der öffentlichen Diskussion Zweifel, ob der Käufer seinen Verpflichtungen nachgekommen ist.
Seit dem 1. Oktober 2011 war die Gaststätte im Turm geschlossen. Ende 2011 wechselte der seit Mai 2009 zum Verkauf stehende Wasserturm wieder den Besitzer. Auch der neue Turmbesitzer kündigte große Sanierungsmaßnahmen im Turmkopf und an der Fassade an. Seitdem hat der Turm wechselnde Besitzer gesehen.
Nach mehreren Eigentümerwechseln (2011–2023) und gescheiterten Gastronomieversuchen, wird der Turm seit 2024 durch den Eigentümer direkt als Eventlocation betrieben.